# Bilišane
Bilišane su naselje u sastavu grada Obrovca u Zadarskoj županiji. 

## Zemljopis
Nalaze se u području zvanom Bukovica, na sjeverozapadu Dalmacije, 3 km jugoistočno od Obrovca.

## Povijest
Bilišane su se od 1991. do 1995. godine nalazile pod srpskom okupacijom, tj. bile su u sastavu SAO Krajine.

## Stanovništvo
Prema popisu iz 1991., Bilišane su imale 857 stanovnika, od čega 848 Srba, 4 Hrvata i 5 ostalih. Prema popisu stanovništva iz 2001. godine, Bilišane je imalo 29 stanovnika. Prema popisu stanovništva iz 2011. godine naselje je imalo 176 stanovnika.
| broj stanovnika | 884   | 952   | 956   | 1045  | 1249  | 1332  | 1009  | 1315  | 1064  | 1127  | 1146  | 1008  | 928   | 857   | 29    | 176   | 136   |
|                 | 1857. | 1869. | 1880. | 1890. | 1900. | 1910. | 1921. | 1931. | 1948. | 1953. | 1961. | 1971. | 1981. | 1991. | 2001. | 2011. | 2021. |

## Dijelovi naselja
| Broj stanovnika prema popisima, po dijelovima naselja | Broj stanovnika prema popisima, po dijelovima naselja | Broj stanovnika prema popisima, po dijelovima naselja | Broj stanovnika prema popisima, po dijelovima naselja | Broj stanovnika prema popisima, po dijelovima naselja | Broj stanovnika prema popisima, po dijelovima naselja | Broj stanovnika prema popisima, po dijelovima naselja | Broj stanovnika prema popisima, po dijelovima naselja | Broj stanovnika prema popisima, po dijelovima naselja | Broj stanovnika prema popisima, po dijelovima naselja | Broj stanovnika prema popisima, po dijelovima naselja | Broj stanovnika prema popisima, po dijelovima naselja | Broj stanovnika prema popisima, po dijelovima naselja | Broj stanovnika prema popisima, po dijelovima naselja | Broj stanovnika prema popisima, po dijelovima naselja | Broj stanovnika prema popisima, po dijelovima naselja | Broj stanovnika prema popisima, po dijelovima naselja | Broj stanovnika prema popisima, po dijelovima naselja |
| ----------------------------------------------------- | ----------------------------------------------------- | ----------------------------------------------------- | ----------------------------------------------------- | ----------------------------------------------------- | ----------------------------------------------------- | ----------------------------------------------------- | ----------------------------------------------------- | ----------------------------------------------------- | ----------------------------------------------------- | ----------------------------------------------------- | ----------------------------------------------------- | ----------------------------------------------------- | ----------------------------------------------------- | ----------------------------------------------------- | ----------------------------------------------------- | ----------------------------------------------------- | --- |
| dio naselja                                           | 1857.                                                 | 1869.                                                 | 1880.                                                 | 1890.                                                 | 1900.                                                 | 1910.                                                 | 1921.                                                 | 1931.                                                 | 1948.                                                 | 1953.                                                 | 1961.                                                 | 1971.                                                 | 1981.                                                 | 1991.                                                 | 2001.                                                 | 2011.                                                 | napomena |
| Badže                                                 | -                                                     | -                                                     | -                                                     | -                                                     | -                                                     | -                                                     | -                                                     | -                                                     | -                                                     | 64                                                    | 66                                                    | 79                                                    | n/p                                                   | n/p                                                   | n/p                                                   | n/p                                                   | Iskazuje se kao dio naselja od 1953. |
| Berberi                                               | -                                                     | -                                                     | 60                                                    | 48                                                    | 53                                                    | 55                                                    | -                                                     | -                                                     | 34                                                    | 38                                                    | 57                                                    | 49                                                    | n/p                                                   | n/p                                                   | n/p                                                   | n/p                                                   | Iskazano pod imenom Berberov Dolac u 1880. i 1890., Berberovci u 1900. i 1910. i Berberov Varoš u 1948. U 1857., 1869., 1921. i 1931. podaci su sadržani s naseljem Bilišane. Sadrži podatke za bivši dio naselja Berberov Buk u 1900. i 1910., koji je tih godina bio odvojeno iskazan. |
| Bilišane                                              | 884                                                   | 952                                                   | 830                                                   | 913                                                   | 1.026                                                 | 1.129                                                 | 1.009                                                 | 1.315                                                 | 841                                                   | -                                                     | -                                                     | -                                                     | n/p                                                   | n/p                                                   | n/p                                                   | n/p                                                   | Sadrži podatke za dijelove naselja Berberi i Dolovari u 1857., 1869., 1921. i 1931. i Svinjski Dolac u 1921. i 1931. Sadrži podatke i za bivši dio naselja Breštani u 1857., od 1880. do 1910. i 1948., za bivše dijelove naselja Dramotić i Lozovac Bilišanski (od 1880. do 1910. nazvan Lozovac) od 1880. do 1910. i 1948., Cuculovci i Jarčište od 1880. do 1910., Drinovac, Pod Buk i Škundrin Dolac u 1880., Tomašev Dolac u 1880. i 1910., za bivše naselje Donje Bilišane (od 1890. do 1910. nazvano Donje Selo) od 1890. do 1900. i 1948., za bivše dijelove naselja Drage i Na Glavici u 1900. i 1910., Botić Dolac u 1910. i Đakovića Glavica, Olujića Drage i Olujića Varoš u 1948., koji su tih godina bili odvojeno iskazani. Od 1953. iskazuje se kao naselje-područje. |
| Deribaci                                              | -                                                     | -                                                     | -                                                     | -                                                     | -                                                     | -                                                     | -                                                     | -                                                     | -                                                     | 68                                                    | 10                                                    | 15                                                    | n/p                                                   | n/p                                                   | n/p                                                   | n/p                                                   | Iskazuje se kao dio naselja od 1953. |
| Dolovari                                              | -                                                     | -                                                     | 66                                                    | 84                                                    | 124                                                   | 103                                                   | -                                                     | -                                                     | 109                                                   | 108                                                   | 37                                                    | 31                                                    | n/p                                                   | n/p                                                   | n/p                                                   | n/p                                                   | Od 1880. do 1910. i 1948. iskazano pod imenom Dolovi. U 1857., 1869., 1921. i 1931. podaci su sadržani s naseljem Bilišane. |
| Gnjatovića Draga                                      | -                                                     | -                                                     | -                                                     | -                                                     | -                                                     | -                                                     | -                                                     | -                                                     | 60                                                    | 31                                                    | 40                                                    | 32                                                    | n/p                                                   | n/p                                                   | n/p                                                   | n/p                                                   | Iskazuje se kao dio naselja od 1948. U toj godini iskazano pod imenom Gnjatovići. |
| Grande                                                | -                                                     | -                                                     | -                                                     | -                                                     | -                                                     | -                                                     | -                                                     | -                                                     | -                                                     | 42                                                    | 38                                                    | 38                                                    | n/p                                                   | n/p                                                   | n/p                                                   | n/p                                                   | Iskazuje se kao dio naselja od 1953. |
| Guglete                                               | -                                                     | -                                                     | -                                                     | -                                                     | -                                                     | -                                                     | -                                                     | -                                                     | -                                                     | 145                                                   | 120                                                   | 130                                                   | n/p                                                   | n/p                                                   | n/p                                                   | n/p                                                   | Iskazuje se kao dio naselja od 1953. U 1953. sadrži podatke za bivše dijelove naselja Baljci, Gaščići, Kalabići i Paravinje, koji su te godine bili odvojeno iskazani. |
| Kalinići                                              | -                                                     | -                                                     | -                                                     | -                                                     | -                                                     | -                                                     | -                                                     | -                                                     | -                                                     | 76                                                    | 80                                                    | 62                                                    | n/p                                                   | n/p                                                   | n/p                                                   | n/p                                                   | Iskazuje se kao dio naselja od 1953. |
| Kosa Brkašova                                         | -                                                     | -                                                     | -                                                     | -                                                     | -                                                     | -                                                     | -                                                     | -                                                     | -                                                     | 26                                                    | 23                                                    | 17                                                    | n/p                                                   | n/p                                                   | n/p                                                   | n/p                                                   | Iskazuje se kao dio naselja od 1953. |
| Kuridža                                               | -                                                     | -                                                     | -                                                     | -                                                     | -                                                     | -                                                     | -                                                     | -                                                     | -                                                     | 79                                                    | 86                                                    | 63                                                    | n/p                                                   | n/p                                                   | n/p                                                   | n/p                                                   | Iskazuje se kao dio naselja od 1953. |
| Kuridže                                               | -                                                     | -                                                     | -                                                     | -                                                     | -                                                     | -                                                     | -                                                     | -                                                     | -                                                     | 23                                                    | 32                                                    | 24                                                    | n/p                                                   | n/p                                                   | n/p                                                   | n/p                                                   | Iskazuje se kao dio naselja od 1953. |
| Majstorovići                                          | -                                                     | -                                                     | -                                                     | -                                                     | -                                                     | -                                                     | -                                                     | -                                                     | -                                                     | 29                                                    | 27                                                    | 24                                                    | n/p                                                   | n/p                                                   | n/p                                                   | n/p                                                   | Iskazuje se kao dio naselja od 1953. |
| Miškovići                                             | -                                                     | -                                                     | -                                                     | -                                                     | -                                                     | -                                                     | -                                                     | -                                                     | -                                                     | 99                                                    | 130                                                   | 86                                                    | n/p                                                   | n/p                                                   | n/p                                                   | n/p                                                   | Iskazuje se kao dio naselja od 1953. |
| Mutikaši                                              | -                                                     | -                                                     | -                                                     | -                                                     | -                                                     | -                                                     | -                                                     | -                                                     | -                                                     | 8                                                     | 19                                                    | 18                                                    | n/p                                                   | n/p                                                   | n/p                                                   | n/p                                                   | Iskazuje se kao dio naselja od 1953. |
| Nikići-Kalinići                                       | -                                                     | -                                                     | -                                                     | -                                                     | -                                                     | -                                                     | -                                                     | -                                                     | -                                                     | 16                                                    | 29                                                    | 29                                                    | n/p                                                   | n/p                                                   | n/p                                                   | n/p                                                   | Iskazuje se kao dio naselja od 1953. |
| Oluići                                                | -                                                     | -                                                     | -                                                     | -                                                     | -                                                     | -                                                     | -                                                     | -                                                     | -                                                     | 91                                                    | 137                                                   | 117                                                   | n/p                                                   | n/p                                                   | n/p                                                   | n/p                                                   | Iskazuje se kao dio naselja od 1953. |
| Sekulići                                              | -                                                     | -                                                     | -                                                     | -                                                     | -                                                     | -                                                     | -                                                     | -                                                     | -                                                     | 78                                                    | 93                                                    | 80                                                    | n/p                                                   | n/p                                                   | n/p                                                   | n/p                                                   | Iskazuje se kao dio naselja od 1953. |
| Svinjski Dolac                                        | -                                                     | -                                                     | -                                                     | -                                                     | 46                                                    | 45                                                    | -                                                     | -                                                     | 20                                                    | 29                                                    | 43                                                    | 51                                                    | n/p                                                   | n/p                                                   | n/p                                                   | n/p                                                   | Iskazuje se kao dio naselja od 1900. U 1921. i 1931. podaci su sadržani s naseljem Bilišane. |
| Švelje                                                | -                                                     | -                                                     | -                                                     | -                                                     | -                                                     | -                                                     | -                                                     | -                                                     | -                                                     | 23                                                    | 25                                                    | 13                                                    | n/p                                                   | n/p                                                   | n/p                                                   | n/p                                                   | Iskazuje se kao dio naselja od 1953. |
| Turukali                                              | -                                                     | -                                                     | -                                                     | -                                                     | -                                                     | -                                                     | -                                                     | -                                                     | -                                                     | 22                                                    | 12                                                    | 28                                                    | n/p                                                   | n/p                                                   | n/p                                                   | n/p                                                   | Iskazuje se kao dio naselja od 1953. |
| Vujići                                                | -                                                     | -                                                     | -                                                     | -                                                     | -                                                     | -                                                     | -                                                     | -                                                     | -                                                     | 32                                                    | 42                                                    | 22                                                    | n/p                                                   | n/p                                                   | n/p                                                   | n/p                                                   | Iskazuje se kao dio naselja od 1953. |

### Bivši dijelovi naselja
Dijelovi su naselja koji su na različitim popisima stanovništva iskazivani samostalno, a koji se od 1. siječnja 1976. godine više službeno ne iskazuju:
| Broj stanovnika prema popisima, po bivšim dijelovima naselja | Broj stanovnika prema popisima, po bivšim dijelovima naselja | Broj stanovnika prema popisima, po bivšim dijelovima naselja | Broj stanovnika prema popisima, po bivšim dijelovima naselja | Broj stanovnika prema popisima, po bivšim dijelovima naselja | Broj stanovnika prema popisima, po bivšim dijelovima naselja | Broj stanovnika prema popisima, po bivšim dijelovima naselja | Broj stanovnika prema popisima, po bivšim dijelovima naselja | Broj stanovnika prema popisima, po bivšim dijelovima naselja | Broj stanovnika prema popisima, po bivšim dijelovima naselja | Broj stanovnika prema popisima, po bivšim dijelovima naselja | Broj stanovnika prema popisima, po bivšim dijelovima naselja | Broj stanovnika prema popisima, po bivšim dijelovima naselja |
| ------------------------------------------------------------ | ------------------------------------------------------------ | ------------------------------------------------------------ | ------------------------------------------------------------ | ------------------------------------------------------------ | ------------------------------------------------------------ | ------------------------------------------------------------ | ------------------------------------------------------------ | ------------------------------------------------------------ | ------------------------------------------------------------ | ------------------------------------------------------------ | ------------------------------------------------------------ | ------------------------------------------------------------ |
| dio naselja                                                  | 1857.                                                        | 1869.                                                        | 1880.                                                        | 1890.                                                        | 1900.                                                        | 1910.                                                        | 1921.                                                        | 1931.                                                        | 1948.                                                        | 1953.                                                        | 1961.                                                        | 1971.                                                        |
| Baljci                                                       | -                                                            | -                                                            | -                                                            | -                                                            | -                                                            | -                                                            | -                                                            | -                                                            | -                                                            | 13                                                           | -                                                            | -                                                            |
| Berberov Buk                                                 | -                                                            | -                                                            | -                                                            | -                                                            | 2                                                            | 4                                                            | -                                                            | -                                                            | -                                                            | -                                                            | -                                                            | -                                                            |
| Botić Dolac                                                  | -                                                            | -                                                            | -                                                            | -                                                            | -                                                            | 3                                                            | -                                                            | -                                                            | -                                                            | -                                                            | -                                                            | -                                                            |
| Breštani                                                     | 246                                                          | -                                                            | 201                                                          | 259                                                          | 349                                                          | 341                                                          | -                                                            | -                                                            | 238                                                          | -                                                            | -                                                            | -                                                            |
| Cuculovci                                                    | -                                                            | -                                                            | 273                                                          | 290                                                          | 241                                                          | 303                                                          | -                                                            | -                                                            | -                                                            | -                                                            | -                                                            | -                                                            |
| Donje Bilišane                                               | -                                                            | -                                                            | -                                                            | 230                                                          | 167                                                          | 174                                                          | -                                                            | -                                                            | 186                                                          | -                                                            | -                                                            | -                                                            |
| Drage                                                        | -                                                            | -                                                            | -                                                            | -                                                            | 99                                                           | 106                                                          | -                                                            | -                                                            | -                                                            | -                                                            | -                                                            | -                                                            |
| Dramotić                                                     | -                                                            | -                                                            | 58                                                           | 54                                                           | 55                                                           | 55                                                           | -                                                            | -                                                            | 63                                                           | -                                                            | -                                                            | -                                                            |
| Drinovac                                                     | -                                                            | -                                                            | 5                                                            | -                                                            | -                                                            | -                                                            | -                                                            | -                                                            | -                                                            | -                                                            | -                                                            | -                                                            |
| Đakovića Glavica                                             | -                                                            | -                                                            | -                                                            | -                                                            | -                                                            | -                                                            | -                                                            | -                                                            | 6                                                            | -                                                            | -                                                            | -                                                            |
| Gaščići                                                      | -                                                            | -                                                            | -                                                            | -                                                            | -                                                            | -                                                            | -                                                            | -                                                            | -                                                            | 20                                                           | -                                                            | -                                                            |
| Jarčište                                                     | -                                                            | -                                                            | 10                                                           | 24                                                           | 19                                                           | 24                                                           | -                                                            | -                                                            | -                                                            | -                                                            | -                                                            | -                                                            |
| Kalabići                                                     | -                                                            | -                                                            | -                                                            | -                                                            | -                                                            | -                                                            | -                                                            | -                                                            | -                                                            | 14                                                           | -                                                            | -                                                            |
| Lozovac Bilišanski                                           | -                                                            | -                                                            | 57                                                           | 56                                                           | 69                                                           | 88                                                           | -                                                            | -                                                            | 72                                                           | -                                                            | -                                                            | -                                                            |
| Na Glavici                                                   | -                                                            | -                                                            | -                                                            | -                                                            | 27                                                           | 23                                                           | -                                                            | -                                                            | -                                                            | -                                                            | -                                                            | -                                                            |
| Olujića Drage                                                | -                                                            | -                                                            | -                                                            | -                                                            | -                                                            | -                                                            | -                                                            | -                                                            | 14                                                           | -                                                            | -                                                            | -                                                            |
| Olujića Varoš                                                | -                                                            | -                                                            | -                                                            | -                                                            | -                                                            | -                                                            | -                                                            | -                                                            | 262                                                          | -                                                            | -                                                            | -                                                            |
| Paravinje                                                    | -                                                            | -                                                            | -                                                            | -                                                            | -                                                            | -                                                            | -                                                            | -                                                            | -                                                            | 40                                                           | -                                                            | -                                                            |
| Pod Buk                                                      | -                                                            | -                                                            | 27                                                           | -                                                            | -                                                            | -                                                            | -                                                            | -                                                            | -                                                            | -                                                            | -                                                            | -                                                            |
| Tomašev Dolac                                                | -                                                            | -                                                            | 3                                                            | -                                                            | -                                                            | 12                                                           | -                                                            | -                                                            | -                                                            | -                                                            | -                                                            | -                                                            |
| Škundrin Dolac                                               | -                                                            | -                                                            | 12                                                           | -                                                            | -                                                            | -                                                            | -                                                            | -                                                            | -                                                            | -                                                            | -                                                            | -                                                            |

## Kultura
U Bilišanima Donjim se nalazi pravoslavna crkva svetog Jovana Krstitelja iz 1734. godine, a u Bilišanima Gornjim pravoslavna crkva Rođenja Presvete Bogorodice iz 1860. godine.